# František Valert
František Valert (21. srpna 1932 Konice – 20. září 1993 Los Angeles) byl český kameraman a pedagog. Po studiu na Slovanském gymnáziu v Olomouci odešel do Prahy, kde vystudoval FAMU (1952–1959), obor kamera. Stal se blízkým spolupracovníkem Zdeňka Podskalského. Jako kameraman se podílel na realizaci filmů v období let 1953–1969, z nichž nejznámější jsou Bílá paní, Šíleně smutná princezna a Světáci.
V roce 1969 emigroval do zahraničí, kde nejprve působil ve Vysokoškolském institutu technologie a pokročilého učení Conestoga v kanadském Kitcheneru. Později se stal profesorem filmové a televizní tvorby na Kalifornské univerzitě v Los Angeles (UCLA).
Zemřel 20. září 1993 v Los Angeles. Pohřben je v Olomouci.

## Tvorba
- Matúš (1953), vedoucí výroby
- Pojišťovna (1957), kamera
- Tajemství písma (1958), kamera
- Útěk ze stínu (1958), asistent kamery
- Kruh (1959), druhá kamera
- Praha, matka měst (1959), asistent kamery
- Zlatý sen (1959), kamera
- Sedmý kontinent (1960), kamera
- Vyšší princip (1960), asistent kamery
- Červnové dny (1961), kamera
- Herec Stanislav Neumann (1961), kamera
- Černá dynastie (1962), kamera
- Letos v září (1962), kamera
- Táto, přečti to! (1963), kamera
- Čas jeřabin (1963), kamera
- Dvanáct (1964), kamera
- Půjčovna talentů (1964), kamera
- Bílá paní (1965), kamera
- Káťa a krokodýl (1965), kamera
- Ženu ani květinou neuhodíš (1966), kamera
- Svatební cesta aneb Ještě ne, Evžene! (1966), kamera
- Bejvávalo (1966), kamera
- Ta naše písnička česká (1967), kamera
- Šíleně smutná princezna (1968), kamera
- Světáci (1969), kamera
- Blázinec v prvním poschodí (1969), kamera